# Ла Гранхуела
Ла Гранхуела (на испански: La Granjuela) е населено място и община в Испания. Намира се в провинция Кордоба, в състава на автономната област Андалусия. Общината влиза в състава на района (комарка) Вале дел Гуадиято. Заема площ от 56 km². Населението му е 474 души (по данни към 1 януари 2017 г.). Разстоянието до административния център на провинцията е 89 km.

## Демография
| 1996 | 1998 | 1999 | 2000 | 2001 | 2002 | 2003 | 2004 | 2005 | 2006 | 2011 | 2017 |
| ---- | ---- | ---- | ---- | ---- | ---- | ---- | ---- | ---- | ---- | ---- | ---- |
| 519  | 512  | 517  | 496  | 500  | 501  | 502  | 498  | 487  | 501  | 509  | 474  |